# Засекин, Иван Михайлович Чулок
Князь Иван Михайлович Засекин по прозванию Чулок — воевода во времена правления Василия III Ивановича и правительницы Елены Васильевны Глинской при малолетнем Иване IV Васильевиче Грозном.
Из княжеского рода Засекины. Единственный сын воеводы, князя Михаила Ивановича Засекина по прозванию «Чёрная Совка».

## Биография
В 1515 году первый воевода Передового полка в походе под Витебск, а оттуда первым же воеводою войск левой руки в походе к Полоцку. В 1519 году первый воевода Передового полка в походе из Белой к Витебску. В 1521 году послан пятым воеводою из Воронча в Торопец. В 1524 году отправлен вторым воеводою конной рати Сторожевого полка к Казани и в 12 верстах от города, на реке Свияге, казанские войска разбил. После чего пришёл с войском к Казани, где также казанское войско разбил. В 1528 году второй воевода Передового полка в Казанском походе сухим путём, в походе много раз прогонял нападающих казанцев. В июле, соединясь с войском прибывших по реке, разбил близ городского предместья казанское войско и войско их союзников, деревянную крепость на реке Булак взял и окружив Казань со всех сторон, вынудил жителей сдаться. В 1530 году второй воевода Передового полка конной рати в Казанском же походе. В 1532 году третий воевода на Оке на Сенькином броде, вблизи Коломны. В октябре 1535 года послан из Новгорода и Пскова вторым воеводою Сторожевого полка на Литву, где выйдя из Опочки воевал Полоцкие, Витебские и Бряславские области, выжег предместья городов: Осиновец, Сенну и Латыгошев. Далее сойдясь с посланными из Москвы войсками воевали до самой Вильны, далее разорил приграничные лифляндские земли, возвратясь в Опочку с большим пленом и военными трофеями. В 1536 году второй воевода Сторожевого полка в литовском походе. В 1537 году третий воевода войск левой руки в Коломне «от поля». В 1538 году второй воевода Сторожевого полка конной рати в походе на Казань.

## Семья
От брака с неизвестной имел единственного сына:
- Князь Засекин Михаил Иванович — в 1564—1565 годах годовал первый воевода в Алысте, в сентябре 1567 года первый воевода в Рже-Заволочье, в 1571—1577 годах третий воевода в Полоцке.